# Franz Grill
Franz Grill (* vermutlich 1756; † 18. August 1792 in Ödenburg) war ein österreichischer Komponist.

## Leben
Obwohl Franz Grill als Komponist von Klavier- und Kammermusik im späten 18. Jahrhundert durchaus anerkannt war, ist über sein Leben recht wenig bekannt. Während seine Herkunft und sein genaues Geburtsdatum bis heute nicht ermittelt werden konnten, steht seit der Entdeckung der Eintragung in die Sterbematriken der St.-Georgs-Kirche in Ödenburg fest, dass er am 18. August 1792 im 36. Lebensjahr als „herrschaftlicher Kammerdiener“ des Kunst- und Musikmäzens Ferenc Graf Széchényi (1754–1820), des Stifters des Ungarischen Nationalmuseums und der Ungarischen Nationalbibliothek, verstarb. Dieser hatte Grill während eines Wienaufenthaltes Mitte der 1780er Jahre kennengelernt, möglicherweise auf Grund einer Empfehlung durch Franz Anton Hoffmeister.

## Stilistik und Werke
Die erhaltenen Kammermusikwerke zeigen durchgehend eine am Vorbild Joseph Haydns geschulte Musiksprache, mit eingängiger Melodik und kontrapunktischem Können für den interessierten Musikliebhaber spiel- und verstehbar, und sind mit ähnlichen Kompositionen seiner Zeitgenossen Joseph Bengraf, Franz Anton Hoffmeister und Paul Wranitzky vergleichbar. Grills früher Tod und seine Beschäftigung in der kleinen Provinzstadt Ödenburg verhinderte eine nachhaltigere Breitenwirkung; dennoch dürften seine Kompositionen sich einer nicht zu unterschätzenden Beliebtheit erfreut haben, da sich Exemplare seiner Kompositionen nicht nur in den bekannten Zentren des damaligen Musiklebens (Wien, München, Dresden, Berlin, Paris, London), sondern sogar in Neapel, Oslo und Uppsala fanden.
Nahezu alle von Franz Grill erhalten gebliebenen Werke wurden in dem vergleichsweise kurzen Zeitraum 1789–1791 publiziert, sind jedoch mit Sicherheit zum Teil schon früher entstanden.
- op. 1 Drei Sonaten f. Violine u. Klavier
- op. 2 Drei Sonaten f. Violine u. Klavier (die opp. 1 und 2 wurden von Hoffmeister unter dem Titel Six Duos concertants herausgegeben)
- op. 3 Drei Streichquartette (Joseph Haydn gewidmet)
- op. 4 Drei Sonaten f. Violine u. Klavier
- op. 5 Drei Streichquartette
- op. 6 Drei Sonaten f. Violine u. Klavier
- op. 7 Sechs Streichquartette (C-Dur, Es-Dur, B-Dur, g-moll, D-Dur, A-Dur)

Daneben verfasste Grill zwei Zyklen mit je zwölf Menuetten und „Deutschen Tänzen“ für unbekannte Besetzung sowie mehrere kleinere Klavierkompositionen, z. B. ein „Rondeau et Final in Dis“.

## Ehrungen
- In Wien-Landstraße wurde 2013 die Franz-Grill-Straße offiziell nach ihm benannt.[1] Die Straße ändert dabei nicht den Namen, sondern den Namenspatron. Sie war bis 2013 nach Franz Johann Grill (Abteilungsleiter in der „V 2“-Raketenentwicklung Peenemünde) benannt.[2]